# Ріденьке
Ріденьке — село в Україні, у Тетіївській міській громаді Білоцерківського району Київської області. Розташоване за 27 км на південний схід від міста Тетіїв та за 2,5 км від зупинного пункту Горошків. Населення становить 6 осіб (станом на 1 липня 2021 р.).

## Галерея

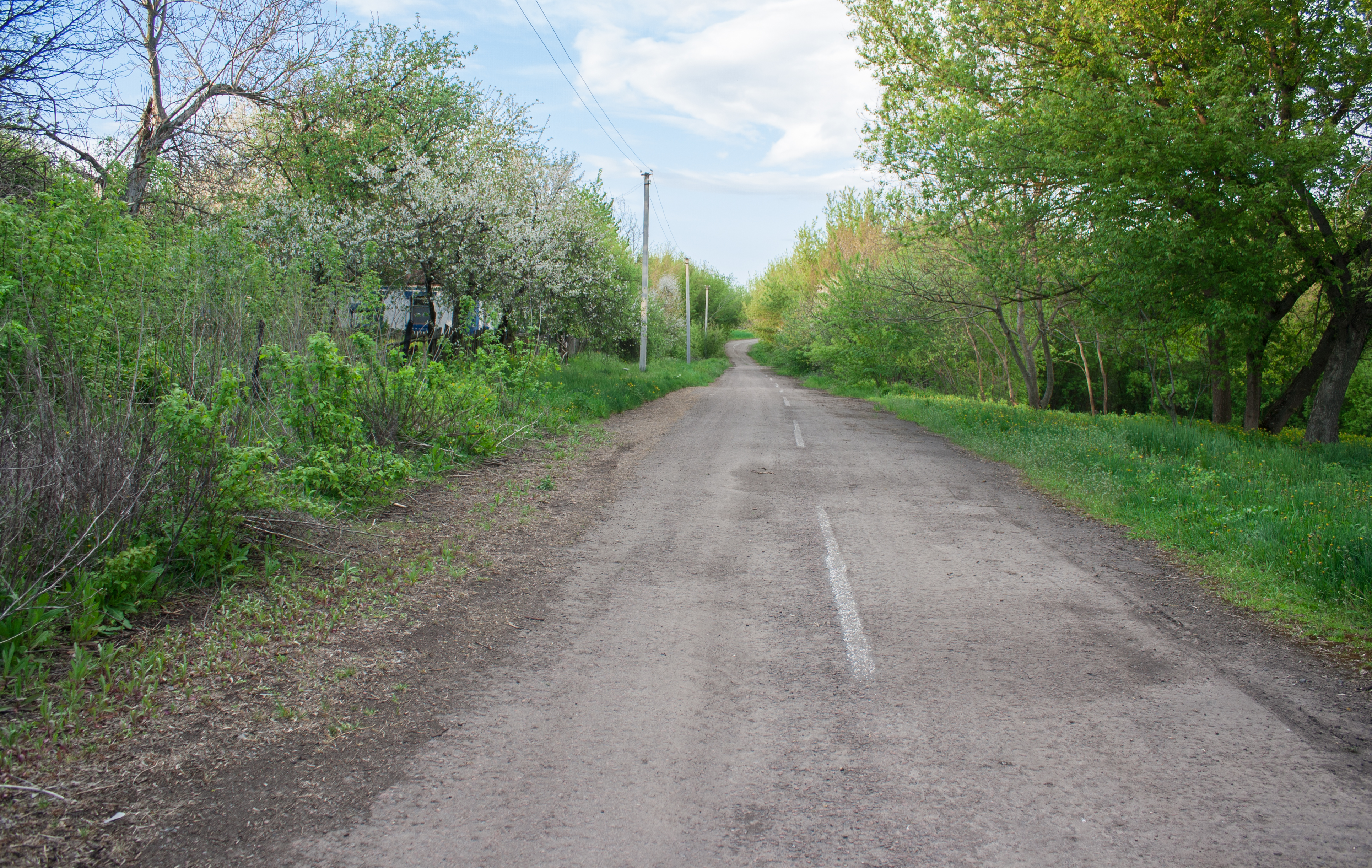
Головна вулиця
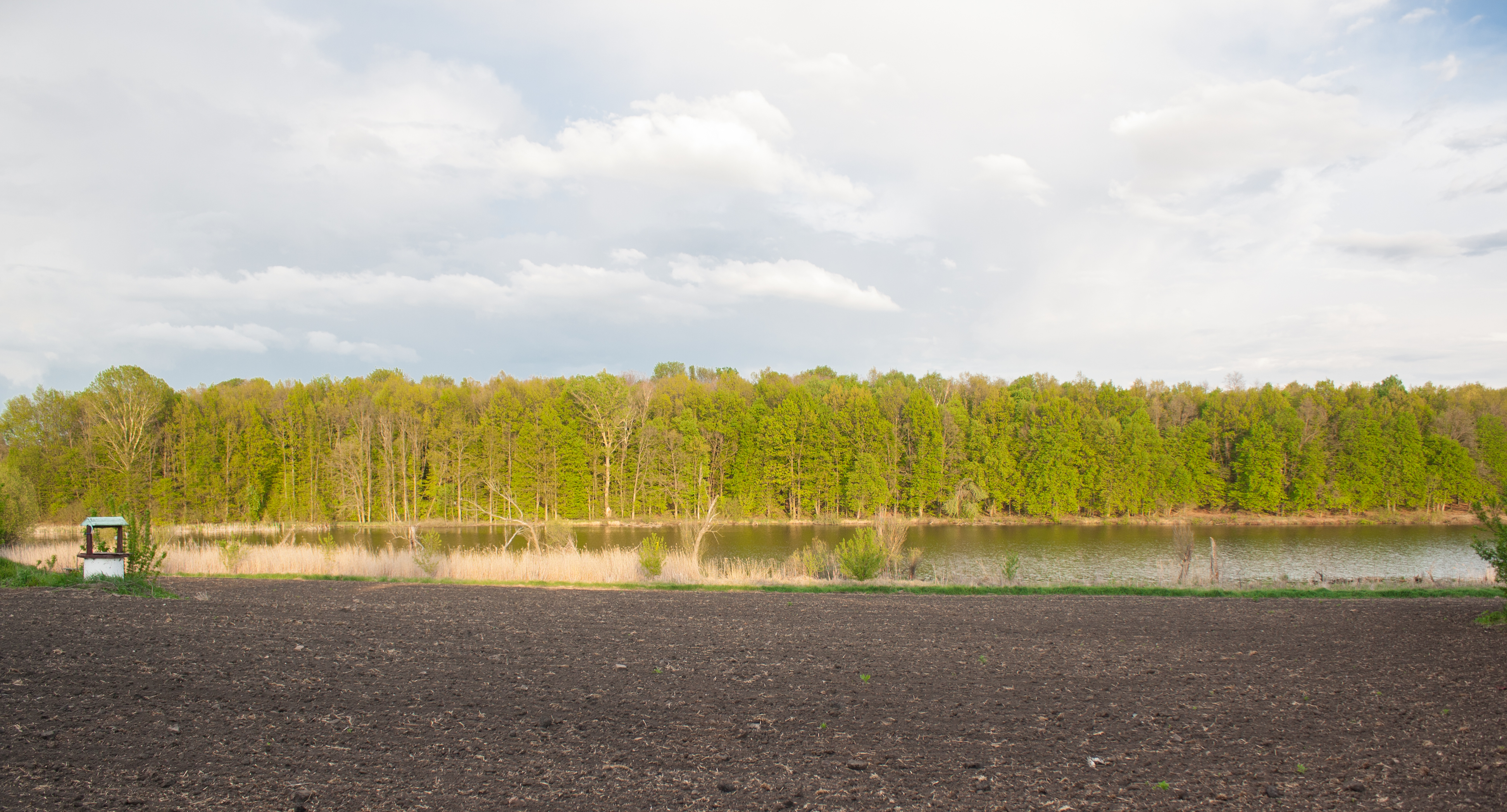
Ставок